# IC 804
IC 804 ist eine Galaxie im Sternbild Jungfrau nördlich der Ekliptik. Sie ist schätzungsweise 122 Millionen Lichtjahre von der Milchstraße entfernt und hat einen Durchmesser von etwa 35.000 Lichtjahren.
Im selben Himmelsareal befinden sich u. a. die Galaxien NGC 4593, NGC 4597, NGC 4602, NGC 4604.
Das Objekt wurde am 3. April 1888 vom US-amerikanischen Astronomen Lewis Swift entdeckt.